# Vitellus
Le vitellus constitue les réserves énergétiques utilisées par les embryons durant le développement embryonnaire. Il est produit par l'organisme maternel et s'accumule dans l'ovocyte au cours de l'ovogenèse. Ce sont les corps gras qui le produisent chez les insectes et le foie chez les vertébrés. Ils sont ensuite acheminés par l'hémolymphe (insectes) ou par le sang (vertébrés) vers les ovaires. Chez les vertébrés, ce sont les œstrogènes qui déclenchent dans le foie la production de vitellus sous forme d'une lipoprotéine : la vitellogénine. Chez les pleurodèles (amphibiens qui ne perdent pas leur queue lors de leur métamorphose), on trouve le vitellus sous forme de plaquettes composées en majorité de phosvitine et de lipovitelline.
Le vitellus le plus connu est le jaune d'œuf.
Le vitellus y est essentiellement composé de réserves lipidiques (lipoprotéines).
On parle aussi de vitellus pour les gemmules d'éponges.

## Classification des ovocytes
Les ovocytes sont classés selon leur richesse en vitellus et la disposition de celui-ci :
alécithea privatif = sans
ovocyte très pauvre en vitellus, d’où la mise en place du placenta,
exemple : les mammifères placentaires
oligolécitheoligo = peu
ovocyte pauvre en vitellus,
exemple : les échinodermes
mésolécitheméso = milieu
ovocyte avec une quantité moyenne de vitellus
hétérolécithehétéro = autre
ovocyte avec peu de vitellus réparti en un gradient,
exemple : les amphibiens
homolécithehomo = même
ovocyte avec vitellus également réparti dans tout le volume
télolécithetélo = final
ovocyte avec énormément de vitellus à l'un des pôles,
exemple : céphalopodes, sauropsides (reptiles, oiseaux) ainsi que les mammifères Monotrèmes
centrolécitheovocyte avec énormément de vitellus au centre,
exemple : la plupart des arthropodes